# Transporter 3
Transporter 3 är en fransk actionfilm från 2008, regisserad av Corey Yuen. I rollerna finns bland andra Jason Statham, Natalya Rudakova, och François Berléand.

## Rollista
| Jason Statham     | – Frank Martin    |
| Natalya Rudakova  | – Valentina       |
| François Berléand | – Tarconi         |
| Robert Knepper    | – Johnson         |
| Jeroen Krabbé     | – Leonid Vasilev  |
| David Atrakchi    | – Malcom Manville |
| Yann Sundberg     | – Flag            |
| Eriq Ebouaney     | – Ice             |